# (39799) Hadano
Hadano o (39799) Hadano es un asteroide del cinturón de asteroides de nombre provisional 1997 UO1, descubierto en 1997 por Atsuo Asami desde su observatorio privado en la ciudad de Hadano, en la Prefectura de Kanagawa (Japón).

## Origen del nombre
El nombre fue propuesto por el propio descubridor. Recibe su nombre del nombre de la  ciudad de Hadano, en la Prefectura de Kanagawa (Japón), sede del observatorio privado del descubridor donde fue descubierto.